# Аллергический дерматит
Аллергический дерматит — заболевание кожи, возникающее при контакте с веществами, способными вызывать аллергическую реакцию замедленного типа.

## Причины
Аллергенами могут быть медикаменты, косметические и парфюмерные средства, краски, металлы, натуральные и искусственные полимеры, промышленные средства и т. д.
Несмотря на то, что аллерген контактирует с ограниченным участком кожи, возникает сенсибилизация всего организма.
Больные далеко не всегда могут заподозрить причину своего заболевания, тем более что клинические проявления возникают через несколько суток после контакта с аллергеном. Существует мнение, что одной из причин роста случаев заболеваний дерматитом связан со злоупотребленим мылом, моющими средствами и спиртосодержащей продукцией и другими агрессивными противомикробными средствами для рук и для уборки дома вместо простой воды и мыла, что плохо сказывается на состоянии кожи.

## Клиническая картина
На месте контакта с аллергеном кожа краснеет, отекает, возникают папулы и микровезикулы. Часть микровезикул вскрывается, образуя небольшие участки мокнутия, которое бывает кратковременным и нерезко выраженным. Очаги поражения не имеют чётких границ, элементы сыпи появляются одновременно. При повторных воздействиях аллергенов дерматит может трансформироваться в экзему с развитием поливалентной сенсибилизации.

## Лечение
Прежде всего следует устранить фактор, вызвавший заболевание. Если клиническая картина дерматита выражена неярко, то, устранив контакт с раздражителем или аллергеном, можно ограничиться приемом антигистаминных препаратов (Алерзин, Супрастин) и наружным лечением кортикостероидными мазями, кремами, аэрозолями первого поколения. В более тяжёлых случаях назначают десенсибилизирующие препараты.